# Internazionali d'Italia 1973
Gli Internazionali d'Italia 1973 sono stati un torneo di tennis giocato sulla terra rossa. È stata la 30ª edizione degli Internazionali d'Italia, che fa parte del Commercial Union Assurance Grand Prix 1973 e del Women's International Grand Prix 1973. Sia il torneo maschile sia quello femminile si sono giocati al Foro Italico di Roma. Le finali di singolare e doppio maschili furono disputate di lunedì a causa delle avverse condizioni meteorologiche.

## Campioni

### Singolare maschile
Ilie Năstase ha battuto in finale  Manuel Orantes con il punteggio di 6–1, 6–1, 6–1

### Singolare femminile
Evonne Goolagong Cawley ha battuto in finale  Chris Evert con il punteggio di 7–6, 6–0

### Doppio maschile
John Newcombe /  Tom Okker hanno battuto in finale  Ross Case /  Geoff Masters con il punteggio di 6–2, 6–3, 6–4

### Doppio femminile
Ol'ga Morozova /  Virginia Wade hanno battuto in finale  Martina Navrátilová /  Renáta Tomanová con il punteggio di 3–6, 6–2, 7–5